# Jornal de Peniche
O Jornal de Peniche (edição on-line) é uma publicação regional de informação geral, sob um formato electrónico, fundado em 7 de Setembro de 2007 por Bernardo Ribeiro Costa e João Assis Domingues, destinado a divulgar o Concelho de Peniche.
O Jornal de Peniche (edição on-line) dedica-se, de forma regular, à divulgação de factos ou assuntos respeitantes a Peniche, junto de todos os cidadãos interessados no Concelho, em Portugal ou no Mundo.
O Jornal de Peniche foi pioneiro a publicar imagens distintivas (fotografias) do concelho de Peniche numa rubrica denominada Galeria PX.
O jornal tem como cronistas, entre outros, Fernando Lino, João Carlos Rico, João Paulo Jorge, José Leitão, José Miguel Nunes, Luís Fernando Almeida, Noel Petinga Leopoldo, Nuno Paiva das Neves, Paulo Chagas, Paulo Maranhão, Paulo Ramos, Sérgio Leandro e Tiago Gonçalves.

## História
O Jornal de Peniche foi fundado em 2007. O seu director editorial é Bernardo Ribeiro Costa.
O Jornal de Peniche foi publicado em 7 de Setembro de 2007. O seu Estatuto Editorial, discutido e aprovado antes da publicação do jornal, mantém-se em vigor sem alterações.

## Secções, rubricas e áreas

### Página principal
A página principal do jornal abriga as notícias de Última hora relativas ao concelho ou seus habitantes, a Opinião, o Ambiente, a Economia, a Cultura, os Desportos & Eventos, Destaques e os Classificados (Anúncios).
A área de Opinião contém ainda as secções de autor denominadas A Morte da Bezerra, Filoctetes, Marginal Sul, Postas de Pescada e Gastronomia.
A Secção Desportos & Eventos contém a rubrica História & Estórias do Surf Penicheiro e é desenvolvida por José Miguel Nunes.

### Galeria PX
A Galeria PX é um espaço aberto a todos os visitantes e destina-se a promover a publicação on-line de trabalhos fotográficos sobre Peniche.
Na Galeria PX o portal dá a conhecer as melhores e mais ilustrativas imagens do concelho de Peniche.
A Galeria PX é um espaço de exposição permanente e pretende ser uma montra de Peniche na Internet.

### Leitor PX
O espaço Leitor PX destina-se a todos os Leitores do Jornal de Peniche.

### Fórum PX
O espaço Fórum PX tem por objectivo promover ampla discussão sobre Peniche.

## Recursos on-line
O acesso a artigos de opinião, pesquisa de artigos e utilização de outros recursos como versões em PDF é livre.
Desde Novembro de 2007 integra também um serviço autónomo de Newsletters, actualizadas várias vezes por semana, reservado a assinantes.